# ロック・ボトム
ロック・ボトム（Rock Bottom）は、プロレス技の投げ技の一種である。

## 概要
ザ・ロックのオリジナル技でピープルズ・エルボーと並ぶ彼のフィニッシュ・ホールド。パフォーマンス的要素の強いピープルズ・エルボーと対になる、相手にダメージを与えることを重点に置く必殺技として、裏投げやスパイン・バスターを基礎に開発された。技自体が素早く、握手した相手にいきなり仕掛けるなど奇襲として試合以外でもインパクトのある技である。

## かけ方
正面から向かい合った相手の腋の下に頭を潜り込ませ、自分の片腕を相手の肩を通して首根っこに回し込んで抱え、もう片方の腕で相手の背中を抱える。その体勢から相手を上方へ持ち上げ、体を浴びせながら前方に倒れ込み、相手を後頭部・背中からマットに叩きつける。

## 主な使用者
- ザ・ロック - 考案者
- KAZMA SAKAMOTO - KAZMAXの名称で使用。
- K-ness. - ダークネス・ボトムの名称で使用。
- デンセンマン - デンセン・ボトムの名称で使用。
- HENARE - ランペイジの名称で使用
- タコヤキーダー - タコヤキ・ボトムの名称で使用。
- トランザム★ヒロシ
- 中澤マイケル
- 平澤光秀 - ヒラ・ボトムの名称で使用。
- 平井伸和 - ヒライ・ボトムの名称で使用。
- ミウラアカネ
- ミステル・カカオ - マッチョ・ボトムの名称で使用。

## 原型技
スパイン・バスター
比較的古典的なプロレス技で、別名「脊髄砕き」。水車落としの要領で、立っている相手の正面で前屈みになり、相手の腹部に片肩を当て、相手の両腿を両腕で抱え込み、そのまま起き上がることにより相手の体を担ぎ上げる。そして、前方に倒れ込むと同時に、体重を浴びせながら相手を背面からマットへ叩き付ける。走ってくる相手に対するカウンターとしても使用される他、相手を担ぎ上げた後に後方へ振り向いて繰り出す旋回式も存在する。レスリング風タックルからの連携で使用される時も多い。
裏投げ
元は柔道の技。その後、ロシアの格闘技サンボに伝わり、さらにそれを馳浩がプロレスに持ち込み、プロレスに適する形にアレンジした。
スクラップ・バスター
前述のスパイン・バスターの派生技。カウンター式のロック・ボトムともいえる形（ただし、相手の腋の下に自分の頭部を潜り込ませない）である。考案はロック・ボトムよりかなり昔に遡り、ビッグ・ボスマンが考えたもの。

## 派生技
ブック・エンド
ブッカー・TがWCW時代にフィニッシャーとしていた技。WWE移籍後の対WCW・ECW連合の抗争時に、抗争相手であったロックのロック・ボトムとどちらがオリジナル技かを争うストーリーラインが組まれた（結果はブッカーの敗北）。ロック・ボトムとほぼ同じ技であるが、自分の両膝をマットへ着くようにして相手をマットへ叩きつける点が異なる。またロック・ボトムにはあまりない点として、自分がロープに振られて待ち構えている相手にクローズラインのような形で走り込み、カウンターでこの技を使うことがある。WWE時代は前述の抗争期間以外はあまり使われなかった。
Hエッジ
ハヤブサがH（エイチ）として活動していた時期に開発したオリジナル技。相手の背中では無くタイツを掴み持ちあげ、相手を叩き付ける際に体を横に反転させて落とす点に相違がある。払い腰をヒントに編み出された。
ダイヤモンド・トルネード
田中将斗が考案。ファイヤーマンズキャリーの体勢から旋回させてロック・ボトムで叩きつけていく。開発して以降ほとんど出していない希少な技。
デス・クローク
齋藤彰俊が考案。別名は「裏落とし」。裏投げと喉輪落としの合成技。
裏投げのようにクラッチして相手を抱え上げ、そのまま相手を下方へ投げ捨てるように背面から落とす。エゼキエル・ジャクソンは「ブック・オブ・エゼキエル」の名称で使用。
トルネード・クローズライン
新日本プロレスに参戦したGREAT MUTA（偽物）が披露したオリジナル技。 オクラホマ・スタンピードの体勢で相手を担ぎ上げ、相手の首を支点にしながら体を旋回させてロック・ボトムの形でマットに叩きつける。
アナコンダ・スラム
天山広吉が考案。ロック・ボトムの体勢で相手に正面から組み付き、相手を持ち上げたのと同時に自分の体を前方へと放り出して、尻餅をつきながら着地して相手を背中からマットに叩きつけ、同時に相手に素早く組み付き関節技のアナコンダ・バイスへと移行する。
アナコンダ・バスター
天山広吉が考案。関節技のアナコンダ・バイスをかけた状態のままで相手を抱え上げ、前方へ軽く跳び上がり、自らは尻餅をつきながら相手を背中からマットに叩きつける。
エレクト・スマッシュ
マグナムTOKYOが考案した技。コブラクラッチのように相手の腕を相手の首に巻き込んで持ち上げ落とす変型のサイド・エフェクト。ジョニー・スタンボリの「フォーゲット・アバウト・イット」も同型の技。マグナムの弟子であるB×Bハルクの「B×Bスマッシュ」はエレクト・スマッシュの体勢で持ち上げてから、相手を回転させて顔面からマットに叩きつける。
無双
力皇猛が考案した技。側面から片腕で相手の胴を抱え、もう片方の腕で相手の腿を抱えて持ち上げ、腿のロックを外し、胴を片腕で抱えた状態で体重を浴びせながら相手を背面からマットへ叩き付ける。前後逆で抱えて前面から落とす「裏無双」、無双の抱え方から後方へバックドロップのように落とす「無双・改」、胴を抱えた腕を相撲の喉輪の形で掴んだ状態で無双を繰り出す「天下無双」などのバリエーションが存在する。
昇天
ブレーンバスターの体勢で担ぎ上げた相手の体を、振り子のように下方へ旋回させながら、ロック・ボトムの形で背面からマットへ叩き付ける技。後藤洋央紀が「昇天」の名称で使用する。また矢野通は、「強力（ごうりき）」の名称で、アレックス・ハマーストーンは「ペンデュラム・ナイトメア」の名称で使用する。マット・モーガンが考案者で、「マウント・モーガン・ドロップ」という名称で使用した。
後藤洋央紀は、後述の「昇天・改」を考案、以降は昇天の使用頻度は減少した。
なお、矢野通の強力は、試合中盤で見かける技でフィニッシュへの布石として使用している。
矢野通が使用する強力の名称は、酒好きであることから、鳥取県原産の酒米「強力」に由来する。
昇天・改
後藤洋央紀が考案した技。2006年のメキシコ遠征中に開発した昇天の改良版で、日本に凱旋帰国した2007年9月7日の飯塚高史戦で初披露となった。
ブレーンバスターの体勢で垂直に担ぎ上げ、振り子のように前方に相手を後頭部から背中にかけてマットに叩きつけると同時に、自らは相手の体に体重をかけて倒れこみながら相手の胸板にエルボー・ドロップを突き刺す。
裏昇天
後藤洋央紀が考案。初期型の昇天を旋回式で、裏向きに見舞う技。
リバースのボディスラムの体勢で相手を肩口に担ぎ上げ、反時計周りで旋回させるように勢いを付けつつ、振り子の形で投げて、自身の左腕側でフェース・クラッシャーの形でマットに叩きつける。以前から常々「既に開発済」と本人が述べていたり、試合でも何度かトライしていたものの防御され未遂に終わっていたが、2011年6月7日のタッグマッチで初披露となった。また、この技を食らった棚橋は、受け身を上手く行えず失神している。
ドリーム・ストリート
テッド・デビアス・ジュニアが考案した技。背後からコブラクラッチでとらえた相手を上方に持ち上げて、体を反転させてロック・ボトムの形で落とす。
ホスピタル・ジョブ
ジョー・レジェンドが考案した技。ロック・ボトムのような体勢で相手を担ぎ上げ、その状態から後方へ倒れ込む。これにより相手は前面からマットへ叩き付けられる。
アイリッシュ・カース
シェイマスの得意技。ロック・ボトムの体勢で相手を抱え上げ、自分の膝に背中から落とす変型のバックブリーカー。
ガン・スティンガー
ビリー・ガンが考案した。横抱き状態から相手の身体をサイドに振ってロックボトムに移行する。
スパニッシュ・フライ
フランキー・カザリアンが考案した技。コーナートップで相手を立たせた状態でロック・ボトムのような形で相手を固め、相手もろとも跳躍しながら後方へ1回転し、相手を背面からマットへ叩きつける。
カザリアンは「フラックス・キャパシター」として使用するほか、丸藤正道や小峠篤司（大阪プロレス時代）、ダンテ・レオン、スタリオン・ロジャースらは「不知火・改」の名称で使用。天山広吉は「バッファロー・スープレックス」で使用。またスペル・クレイジーやフェニックス、ペサディーヤ、ウィル・オスプレイ、スパニッシュ・アナウンス・チームなどは、「スパニッシュ・フライ」の名称で使用。メキシコ系選手は、スパニッシュ・フライのスペイン語訳「モスカ・エスパニョーラ」の名称を使用することもある。スパニッシュ・フライの名称で使用する者が多めなためか、マスメディアなどでの汎用名称はスパニッシュ・フライと呼ぶことが多い。
さらにウィル・オスプレイや天山広吉は、マット上での走りこんできた相手へのカウンターでも、この技を仕掛ける。同様の技をポール・バーチルおよびジョン・モリソンは「C4」、フラミータは「フラムフライ」の名称で使用。
レインハム・メーカー
ウィル・オスプレイが考案した技。オカダ・カズチカのレインメーカーポーズから一連のレインメーカーの流れから、最後にその場飛びのスパニッシュ・フライを決める。